# DDX3X-синдром
DDX3X-синдром — генетическое заболевание, развивающееся преимущественно у лиц женского пола. У пациентов наблюдается задержка умственного развития, признаки аутизма, СДВГ, сниженный мышечный тонус. Причина развития синдрома — мутации, затрагивающие ген DDX3X, расположенный на X-хромосоме. Клиническая картина зависит от характера конкретной мутации.

## История
Синдром был впервые описан в 2015 году.

## Эпидемиология
Согласно исследованиям, опубликованным до 2022 года, от 1 % до 3 % пациенток с задержкой развития и/или умственной отсталостью неясного генеза могут иметь мутации гена DDX3X, однако эта оценка имеет предварительный характер.

## Иллюстрации

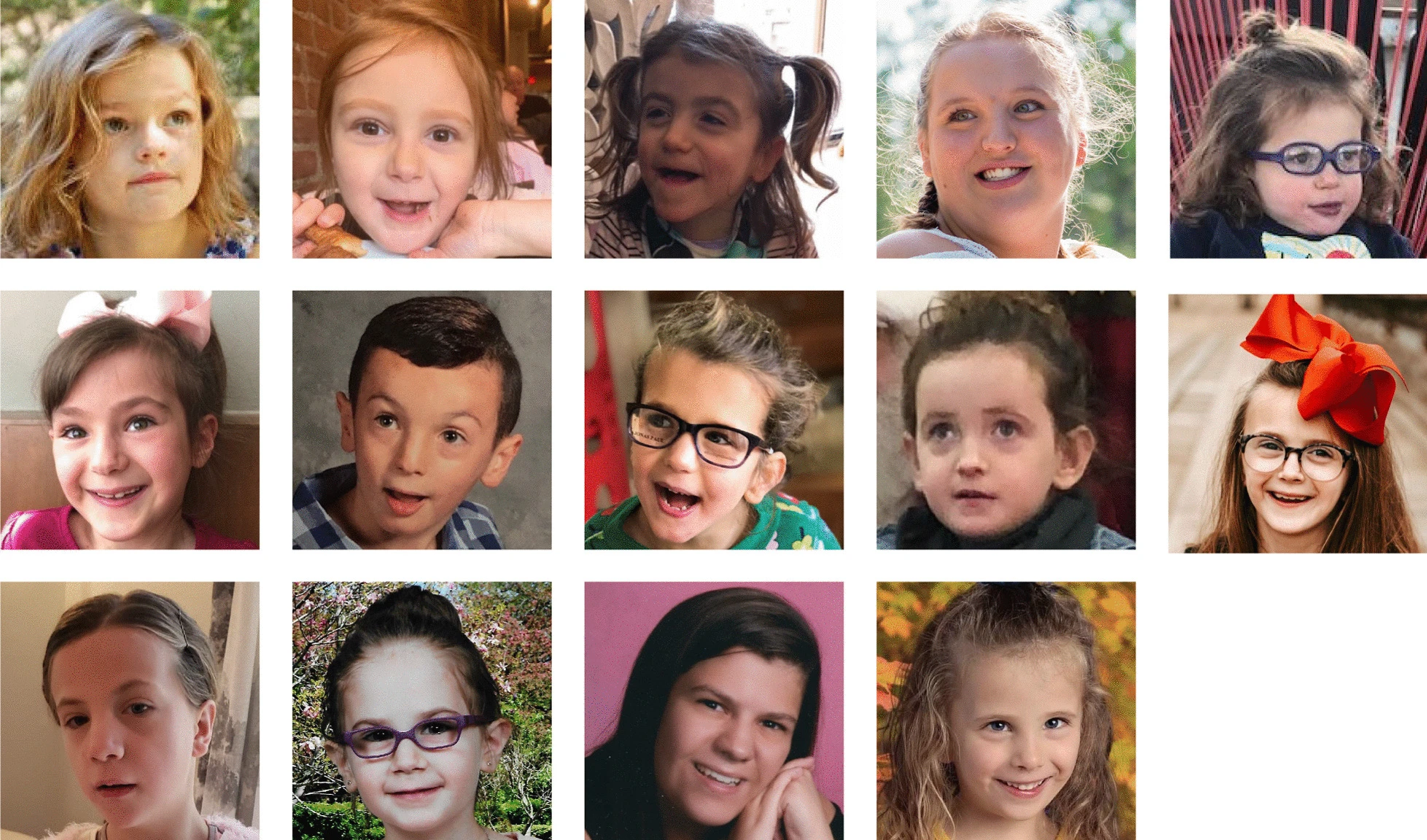
Дети с DDX3X-синдромом. Из статьи Tang et al., 2021.

## Иные названия
- Синдромное X-сцеплённое расстройство интеллектуального развития, тип Снийдерса Блока (Syndromic X-linked intellectual developmental disorder of the Snijders Blok type, MRXSSB)
- X-сцепленная умственная отсталость 102-го типа, MRX102